# Такео Курита
Такео Курита (на японски: 栗田 健男) е японски вицеадмирал от Императорския военноморски флот на Япония, участвал във Втората световна война.

## Ранен живот
Курита е роден на 28 април 1889 г. в Мито, префектура Ибараки. Завършва Императорската военноморска академия през 1910 г. Като курсант служи като крайцерите „Касаги“ и „Ниитака“. През 1911 г. е произведен в мичман втори ранг и е назначен на борда на крайцера „Тацута“.
След като е повишен на младши лейтенант през 1913 г., Курита служи на линейния кораб „Сацума“, разрушителя „Сакаки“ и крайцера „Ивате“. На 1 декември 1916 г. Курита е произведен в лейтенант и служи на крайцера „Тоне“ и разрушителите „Каба“ и „Минекадзе“. През 1920 г. му е поверено командването на разрушителя „Шигуре“, а през 1921 г. – на „Ойте“.
През 1922 г. е вече капитан трети ранг и командва разрушителите „Вакатаке“, „Хаги“ и „Хамакадзе“. От 1927 г. командва разрушителя „Уракадзе“, както и 25-а есминска група и 10-а есминска група. От 1932 г. командва 12-а есминска група и крайцера „Абукума“, а от 1937 г. – линейни кораб Конго.
На 15 ноември 1938 г. Курита е повишен на контраадмирал и поема командването на 1-ва есминска флотилия, а след това на 4-та есминска флотилия. По време на нападението над Пърл Харбър, той е командира на 7-а крайцерска дивизия.

## Втора световна война
7-а крайцерска дивизия на Курита участва в нахлуването на Ява през декември 1941 г. и в Индийския океан, където силата му от шест тежки крайцера и един лек крайцер потапя 135 000 тона доставки в Бенгалския залив. На 1 май 1942 г. е повишен на вицеадмирал и назначен в 3-та линкорна дивизия през юли. По време на битката при Мидуей служи под командването на Нобутаке Кондо и губи крайцера „Микума“.
В хода на Гуадалканалската кампания Курита командва корабите си да предприемат тежък артилерийски обстрел по летището Хендерсън през нощта на 13 октомври. След това командва големи военноморски съединения по време на кампанията при Соломоновите острови и битката за Филипинско море. През 1943 Курита заема мястото на адмирал Кондо като командир на 2-ри флот.
Именно като главнокомандващ на 2-ри флот той превръща формированието в „Централна сила“ по време на ключовата битка в залива Лейте. Флотът му включва най-големите линейни кораби в света по това време – „Ямато“ и „Мусаши“. Освен тях, той включва и линейните кораби „Нагато“, „Конго“ и „Харуна“ плюс 10 крайцера и 13 разрушителя. Въпреки това, флотът не включва нито един самолетоносач.
Курита се доказва като отдаден офицер, готов да умре, ако е нужно, но не и да умре напразно. Също като Исороку Ямамото, той вярва, че принципът на „капитана, потъващ с кораба си“, е разточителна загуба на ценен морски опит и лидерство. Когато му е наредено от адмирал Соему Тойода да премине с флота си през протока Сан Бернардино в централната част на Филипините и да нападне американските десантни части при Лейте, Курита приема усилието като ненужна загуба на кораби и животи, особено след като не може да достигне целта си за по-малко от пет дни и би посрещнал празни десантните съдове. Той ядосано се възмущава от началниците си, които му дават заповеди от бункерите си в Токио да се сражава до смърт срещу числено превъзхождащия го враг и без подкрепа от въздуха. Междувременно, Тойода добре осъзнава, че планът крие огромен риск, но тъй като Императорският военноморски флот бързо свършва запасите си от гориво и други важни провизии, той решава, че потенциалната победа оправдава риска за загуба на флота, който и без това скоро би станал безполезен. В битката в залива Лейте, Курита губи „Мусаши“, но успява да спаси „Ямато“ и някои от корабите си, които са изправени пред сигурна гибел. Все пак, той не успява да пресрещне американските десантни сили, поради което мисията му се оказва неуспешна. По-късно той споделя, че е изтеглил флота си, тъй като не е искал да пожертва хората си напразно, вярвайки, че войната вече е била загубена.
След Лейте, Курита понася известна критика за това, че не се е сражавал до смърт. През декември е свален от командващата си длъжност и назначен за началник на Императорската военноморска академия.

## Следвоенни години
След капитулацията на Япония, Курита си намира работа като писар и масажист, живеейки скромно при семейството на дъщеря си. Той не дискутира политиката на войната със семейството си. През 1966 г. присъства на смъртния одър на колегата си от войната Джисабуро Одзава.
Курита умира на 19 декември 1977 г. в Нишиномия.